# Správní obvod obce s rozšířenou působností Český Těšín
Správní obvod obce s rozšířenou působností Český Těšín je od 1. ledna 2003 jedním z pěti správních obvodů obcí s rozšířenou působností v okrese Karviná v Moravskoslezském kraji. Správní obvod zahrnuje město Český Těšín a obec Chotěbuz. Rozloha správního obvodu činí 44,42 km² a v roce 2020 měl 25 687 obyvatel.
Město Český Těšín je zároveň obcí s pověřeným obecním úřadem. Správní obvod obce s rozšířenou působností Český Těšín se tedy kryje se správním obvodem pověřeného obecního úřadu Český Těšín.

## Seznam obcí
Poznámka: Města jsou vyznačena tučně. Výčet místních částí obcí je uveden v závorce.
- Český Těšín (Dolní Žukov, Horní Žukov, Koňákov, Mistřovice, Mosty, Stanislavice)
- Chotěbuz

## Obyvatelstvo
| Rok  | Obyv.  | ± %     |
| ---- | ------ | ------- |
| 1869 | 6 301  | —       |
| 1880 | 8 414  | +33,5 % |
| 1890 | 9 506  | +13 %   |
| 1900 | 11 672 | +22,8 % |
| 1910 | 14 387 | +23,3 % |

| Rok  | Obyv.  | ± %     |
| ---- | ------ | ------- |
| 1921 | 15 923 | +10,7 % |
| 1930 | 19 159 | +20,3 % |
| 1950 | 18 413 | −3,9 %  |
| 1961 | 19 702 | +7 %    |
| 1970 | 19 662 | −0,2 %  |

| Rok  | Obyv.  | ± %     |
| ---- | ------ | ------- |
| 1980 | 23 389 | +19 %   |
| 1991 | 28 711 | +22,8 % |
| 2001 | 27 462 | −4,4 %  |
| 2011 | 25 516 | −7,1 %  |
| 2021 | 24 459 | −4,1 %  |